# Ořech
Ořech är en ort i Tjeckien.   Den ligger i distriktet Praha-západ och regionen Mellersta Böhmen, i den centrala delen av landet, 12 km sydväst om huvudstaden Prag. Ořech ligger 371 meter över havet och antalet invånare är 685.